# Сенека (племе)
Сенека (на английски: Seneca) е най-многобройното племе на Ирокезката лига през 17 век. Селата им са разположени в западен Ню Йорк, между река Дженези и езерото Канандаго. Територията им се разширява на юг до река Алигени в днешна северозападна Пенсилвания. Племето е разделено на два клона – западен, по река Дженези и източен, южно от езерото Сенека.
В Съвета на Лигата сенека имат 8 представители, по един от всеки клан на племето. Заедно с мохок и онондага се ползват със старшинство в Съвета, заради което са наричани „старши братя“ или „чичовците“. Известни са и като „Пазителите на западната врата“ на владенията на ирокезите.

## Име
Самите сенека се наричат „нундаваоно – хора на великия хълм“. Името сенека идва от името на тяхното основно село – „Осининка – каменисто място“. Техните основни врагове на север, хуроните ги наричат „сеннонтоерронон“.

## История
Като членове на Лигата, сенека водят продължителни завоевателни войни и в походите си достигат чак до Илинойс. По време на Войната за независимост взимат страната на британците. В резултат на това по-късно са прогонени от земите си от американците. На 8 юли 1788 г. продават правата върху земята си на изток от река Дженези. На 15 септември 1797 г. продават и земите западно от реката като запазват за себе си само 10 малки резервата. На 15 януари 1838 г. някои техни вождове подписват договора от Бъфало Крийк и се съгласяват заедно с последователите си да се изселят на запад от река Мисисипи. Повечето хора от племето обаче отказват да се преместят и остават в родината си в Ню Йорк.

## Съвременни сенека
В края на 20 век от около 10 000 сенека, около 8000 живеят в четири резервата в Ню Йорк:
- Алигени – създаден през 1794 г. 20 000 акра
- Катарагус – създаден през 1794 г. 21 600 акра. Споделят резервата с някои каюга и мънси.
- Таноанда – създаден през 1863 г. 7750 акра
- Ойл Спрингс – създаден през 1877 г. 640 акра

Има и един пети резерват, намиращ се в Северна Пенсилвания, но от него са останали само около 100 акра от първоначалните 9000 акра. Сенека обаче е единственото индианско племе в Съединените щати, което притежава цял град – Саламанка в Ню Йорк. Други техни потомци са част от Шестте нации на Гранд Ривър в Онтарио, Канада, както и от смесеното племе Каюга – сенека в Оклахома.